# HEROES (テレビドラマ)
『HEROES』（ヒーローズ）は、アメリカ合衆国のNBCで放送されたテレビドラマシリーズ。超能力者をテーマにしたSF番組である。2006年から2010年にシーズン4までの計77話が放映された。2015年には『HEROES REBORN/ヒーローズ・リボーン』（ヒーローズ・リボーン）として全13話のミニシリーズとして放送されている。

## あらすじ

### シーズン1
タイトル"創世記 Genesis"
アメリカ、インド、日本。遠く離れたまったく別の土地で、ある現象が起こり始める。人々に突如として、空中飛行、肉体再生、未来予知、時空操作など特殊な能力が備わりはじめたのだ。自分の能力に使命を感じる者もいれば、能力を恐れひた隠しにする者、自分の能力を悪用する者が現れる。そして、相手の能力を奪う殺人鬼「サイラー」、2008年11月8日に起こるニューヨークの半分が吹き飛ぶ核爆発。それらを阻止しようと、全く繋がりの無かった彼らが集い始める。

### シーズン2
タイトル"世代 Generations"
彼らの活躍により、見事サイラーは倒されニューヨークの核爆発は防げた。あれから4か月後、平穏な生活に戻る者もいたが、ピーターは行方不明となり、ヒロは遙か過去1671年の京都に飛ばされてしまった。
そこで出逢うのがプリンセス・ヤエコ。ケンセイ、ヒロ、ヤエコの三角関係の恋愛模様が描かれる。
そして新たなる脅威が現れる。能力者のみがかかるウイルス、人の心に侵入する通称「ナイトメア・マン」、そして「組織」の創立メンバーが次々と何者かに命を狙われ、不穏な動きが見え始める。
記憶喪失で発見されたピーター、ケンセイの歴史を正そうとするヒロ、ベネットと共に「組織」を潰すことを画策するモヒンダー。再び彼らの運命が交錯する。

### シーズン3
volume3とvolume4の二部構成である。
volume3 タイトル"悪人 Villains"
人類を滅亡の危機から救った能力者達。ウイルスによる世界の崩壊を止め、ネイサンはついに能力者達の真実を公表しようとする。だがそれは、これから始まる本当の脅威の序章に過ぎなかった。
能力を取り戻し、真の怪物と化したサイラーの復活。レベル5の凶悪な能力者達は脱獄し、ニューヨークは混乱する。世界は再び恐怖に包まれ、過酷な運命が能力者達に待ち受ける。能力を自由に与えられる薬品を開発したモヒンダー、父アーサーに能力を奪われただの人となってしまったピーター、能力を正義の為に利用しようと奔走するクレア、人としての感情を取り戻したサイラー、そして薬品の完成を止める為に再び戦いを決意したヒロとアンドウ、マット達能力者…。
能力者の氾濫により荒廃した未来を変える為、彼らは戦う事になる。
volume4 タイトル"逃亡者 Fugitive"
パインハーストの野望を食い止めてから4ヵ月後、能力者達はそれぞれの生活へと戻っていた。能力を忘れ平穏に過ごそうとする者、能力を使い人助けをしようとする者などそれぞれの人生を歩もうとしていた。
だが、平和は長くは続かなかった。上院議員となったネイサンが父の野望を継ぎ、能力者狩りを始めたのだ。捕らわれ、輸送機に乗せられてどこかへ運ばれていく能力者達。だが、偶然トレイシーの能力をコピーしたピーターによって輸送機は墜落、彼らは方々へと逃げ出した。だが、それが能力を巡る新たな戦いの幕開けとなってしまう。
ネイサンと対立する事になったピーター、能力を奪われたヒロと彼をサポートしようとするアンドウ、ダフニを奪われ復讐に燃えるマット、父を探し答えを見つけようとするサイラー、クレアやトレイシーを手助けする反逆者と名乗る者。能力者達に世界が下す決断とは…。

### シーズン4
volume5 タイトル"贖罪 Redemption"
大統領に成り代わろうとしたサイラーにネイサンとしての記憶を植え付けて封印してから6週間、彼らとその家族はそれぞれ新しい生活を送っていた。
ニューヨークでは、ピーターは引き続き救命士として働いていたが、彼一人では能力を使っても救える命には限界があると感じ始める。ネイサンは自身に違和感を覚えその事を母アンジェラに相談し、アンジェラはネイサンの中にサイラーが復活しかけている事を知りマットに助けを求めるが「俺を巻き込むな」と断られてしまう。
一方ロサンゼルスでは、マットは今では警官に復職し能力を封印して生きる決意をしていた。しかしそんな中、彼の前にサイラーが現れ「俺の体を返してくれ」と言う。
そしてヴァージニア州では、クレアは家族と離れ大学に通い、学生寮で暮らしていた。しかしキャンパスで出会ったある女学生に自身がオデッサでのチアリーダー殺人事件の生存者である事を知られてしまう。
その頃ワシントンDCにて、別居中のノアの前に彼の命を狙ってトレイシーが現れる、彼女は能力者狩りに関わっていた者に復讐していたのだ。
遠く離れた日本・東京に帰国したヒロとアンドウはヤマガトの一室で能力を使って新しい事業を始めていたが、その最中ヒロがアンドウにある衝撃の告白をする。
場所不明、サミュエルという男が"家族"の見守る中死んだ兄を埋葬していた。そして彼はその棺に誓った「能力者を集め、復讐を果たす」と、そして彼は"サリバンカーニバル"と呼ばれる能力者のみで構成される集団を率い、謎のコンパスを手にピーター、クレア、ヒロ達能力者に接触し始める。
volume6 タイトル"素晴らしい新世界 Brave New World"
本作のエピローグ。またしても世界を救ったヒーロー達。その場に居合わせたマスコミの前でクレアが…。

### シーズン5 (HEROES Reborn)
チアリーダー衝撃の告白から、5年。能力者たちの存在が世間に知れ渡り、普通の人々と共存するようになった新たな世界。テキサス州オデッサでは、この二種類の人類を結ぶ平和サミットが開かれようとしていた。しかし、何万人もが集まったその会場は、突如、大規模な爆破事故に見舞われる。そして、このテロの犯行を疑われた能力者たちは、一夜にして世間から追われる身となった。やがて能力者たちは、＜能力者狩り＞の黒幕を知り、彼らの陰謀に直面することとなる。果たして、能力者たちを犯人へと仕立てあげたテロ事件真犯人の”本当の”目的とは…？

## 登場人物
詳細はそれぞれの役名を、他の登場人物は「HEROESの登場人物」を参照
| 登場 シーズン | 名前                                                 | 俳優                       | 人物                                                   |
| ------------- | ---------------------------------------------------- | -------------------------- | ------------------------------------------------------ |
| 1〜4          | ピーター・ペトレリ (Peter Petrelli)                  | マイロ・ヴィンティミリア   | 他の能力者の能力のコピー。                             |
| 1〜           | ヒロ・ナカムラ (Hiro Nakamura)                       | マシ・オカ                 | 時空操作。                                             |
| 1〜4          | クレア・ベネット (Claire Bennet)                     | ヘイデン・パネッティーア   | 自己再生能力。                                         |
| 1〜3          | ネイサン・ペトレリ (Nathan Petrelli)                 | エイドリアン・パスダー     | ピーターの兄。飛行能力。                               |
| 1〜           | モヒンダー・スレシュ (Mohinder Suresh)               | センディル・ラママーシー   | 能力者を研究する遺伝子学者。                           |
| 3〜4          | トレイシー・ストラウス (Tracy Strauss)               | アリ・ラーター             | 凍結。                                                 |
| 1〜           | マット・パークマン (Matt Parkman)                    | グレッグ・グランバーグ     | 読心・操心術・記憶操作。                               |
| 1〜           | ノア・ベネット (Noah Bennet)                         | ジャック・コールマン       | "組織"の人間。                                         |
| 1〜4          | サイラー (Sylar) / ガブリエル・グレイ (Gabriel Gray) | ザカリー・クイント         | 物の構造が分かる・それによって他人の能力を奪う殺人鬼。 |
| 1〜           | マイカ・サンダース (Micah Sanders)                   | ノア・グレイ＝ケイビー     | 機械との会話・操作。                                   |
| 1〜           | モリー・ウォーカー (Molly Walker)                    | アデール・ティシュラー     | 人の居場所の探知。                                     |
| 1〜4          | アンドウ・マサハシ (Ando Masahashi)                  | ジェームズ・キーソン・リー | ヒロの親友。他者の特殊能力の増強。                     |
| 1〜           | アンジェラ・ペトレリ (Angela Petrelli)               | クリスティン・ローズ       | ピーター達の母。予知夢能力者。                         |

## エピソードリスト
エピソードの番号はシーズン1からの通し番号になっている。

### シーズン1
| No. | 邦題               | 原題                         | 放映日 （米国） | 放映日 （スーパー!ドラマTV） | 放映日 （日本テレビ） | 放映日 （BS朝日） |
| --- | ------------------ | ---------------------------- | --------------- | ---------------------------- | --------------------- | ----------------- |
| 1   | 創世記             | Genesis                      | 2006年9月25日   | 2007年9月29日 2007年10月16日 | 2008年4月24日         | 2009年10月4日     |
| 2   | 振り返るな!        | Don't Look Back              | 2006年10月2日   | 2007年9月29日 2007年10月16日 | 2008年5月1日          | 2009年10月11日    |
| 3   | 大いなる跳躍       | One Giant Leap               | 2006年10月9日   | 2007年10月16日               | 2008年5月8日          | 2009年10月25日    |
| 4   | 遭遇               | Collision                    | 2006年10月16日  | 2007年10月23日               | 2008年5月15日         | 2009年11月1日     |
| 5   | ヒロ               | Hiros                        | 2006年10月23日  | 2007年10月30日               | 2008年5月22日         | 2009年11月15日    |
| 6   | 分身               | Better Halves                | 2006年10月30日  | 2007年11月6日                | 2008年5月29日         | 2009年11月22日    |
| 7   | 偽り               | Nothing to Hide              | 2006年11月6日   | 2007年11月13日               | 2008年6月5日          | 2009年12月13日    |
| 8   | 0時7分前           | Seven Minutes to Midnight    | 2006年11月13日  | 2007年11月20日               | 2008年6月12日         | 2009年12月20日    |
| 9   | チアリーダーを救え | Homecoming                   | 2006年11月20日  | 2007年11月27日               | 2008年6月19日         | 2009年12月27日    |
| 10  | 6ヶ月前            | Six Months Ago               | 2006年11月27日  | 2007年12月4日                | 2008年6月26日         | 2010年1月10日     |
| 11  | 交錯する能力       | Fallout                      | 2006年12月4日   | 2007年12月11日               | 2008年7月3日          | 2010年1月17日     |
| 12  | 神の贈り物         | Godsend                      | 2007年1月22日   | 2007年12月18日               | 2008年7月10日         | 2010年1月24日     |
| 13  | 新たなる力         | The Fix                      | 2007年1月29日   | 2007年12月25日               | 2008年7月17日         | 2010年1月31日     |
| 14  | 邪魔をするもの     | Distractions                 | 2007年2月5日    | 2008年1月8日                 | 2008年7月24日         | 2010年2月7日      |
| 15  | 暗殺者             | Run!                         | 2007年2月12日   | 2008年1月15日                | 2008年7月31日         | 2010年2月14日     |
| 16  | 犠牲               | Unexpected                   | 2007年2月19日   | 2008年1月22日                | 2008年8月7日          | 2010年2月21日     |
| 17  | 本当の家族         | Company Man                  | 2007年2月25日   | 2008年1月29日                | 2008年8月14日         | 2010年2月28日     |
| 18  | パラサイト         | Parasite                     | 2007年3月4日    | 2008年2月5日                 | 2008年8月21日         | 2010年3月7日      |
| 19  | 0.07%              | .07%                         | 2007年4月23日   | 2008年2月12日                | 2008年8月28日         | 2010年3月14日     |
| 20  | 5年後              | Five Years Gone              | 2007年4月30日   | 2008年2月19日                | 2008年9月4日          | 2010年3月21日     |
| 21  | ニューヨークへ     | The Hard Part                | 2007年5月7日    | 2008年2月26日                | 2008年9月11日         | 2010年3月28日     |
| 22  | 運命の日           | Landslide                    | 2007年5月14日   | 2008年3月4日                 | 2008年9月18日         | 2010年4月4日      |
| 23  | 世界を救え         | How to Stop an Exploding Man | 2007年5月21日   | 2008年3月11日                | 2008年9月25日         | 2010年4月11日     |

### シーズン2
| No.     | 邦題         | 原題                      | 放映日 （米国） | 放映日 （スーパー!ドラマTV） | 放映日 （日本テレビ） | 放映日 （BS朝日） |
| ------- | ------------ | ------------------------- | --------------- | ---------------------------- | --------------------- | ----------------- |
| 1 (24)  | 4ヵ月後      | Four Months Later...      | 2007年9月24日   | 2008年7月29日                | 2009年1月8日          | 2010年4月18日     |
| 2 (25)  | 呪われた力   | Lizards                   | 2007年10月1日   | 2008年8月5日                 | 2009年1月15日         | 2010年4月25日     |
| 3 (26)  | 仲間         | Kindred                   | 2007年10月8日   | 2008年8月12日                | 2009年1月15日         | 2010年5月2日      |
| 4 (27)  | クレアの恋   | The Kindness of Strangers | 2007年10月15日  | 2008年8月19日                | 2009年1月22日         | 2010年5月9日      |
| 5 (28)  | 悪夢との闘い | Fight or Flight           | 2007年10月22日  | 2008年8月26日                | 2009年1月22日         | 2010年5月16日     |
| 6 (29)  | 境界線       | The Line                  | 2007年10月29日  | 2008年9月2日                 | 2009年1月29日         | 2010年5月23日     |
| 7 (30)  | ウイルス     | Out of Time               | 2007年11月5日   | 2008年9月9日                 | 2009年2月5日          | 2010年6月6日      |
| 8 (31)  | 4ヵ月前      | Four Months Ago...        | 2007年11月12日  | 2008年9月16日                | 2009年2月12日         | 2010年6月13日     |
| 9 (32)  | 父の教え     | Cautionary Tales          | 2007年11月19日  | 2008年9月23日                | 2009年2月19日         | 2010年6月20日     |
| 10 (33) | 陰謀         | Truth & Consequences      | 2007年11月26日  | 2008年9月30日                | 2009年2月26日         | 2010年6月27日     |
| 11 (34) | パンドラの箱 | Powerless                 | 2007年12月3日   | 2008年10月7日                | 2009年3月5日          | 2010年7月4日      |

### シーズン3
| No.     | 邦題                   | 原題                       | 放映日 （米国） | 放映日 （スーパー!ドラマTV） | 放映日 （日本テレビ） | 放映日 （BS朝日） |
| ------- | ---------------------- | -------------------------- | --------------- | ---------------------------- | --------------------- | ----------------- |
| 1 (35)  | 再臨                   | The Second Coming          | 2008年9月22日   | 2009年5月26日                | 2010年2月1日          | 2010年7月11日     |
| 2 (36)  | バタフライ・エフェクト | The Butterfly Effect       | 2008年9月22日   | 2009年6月2日                 | 2010年2月1日          | 2010年7月18日     |
| 3 (37)  | パートナー             | One of Us, One of Them     | 2008年9月29日   | 2009年6月9日                 | 2010年2月15日         | 2010年7月25日     |
| 4 (38)  | 破壊者                 | I Am Become Death          | 2008年10月6日   | 2009年6月16日                | 2010年2月22日         | 2010年8月8日      |
| 5 (39)  | 天使と悪魔             | Angels and Monsters        | 2008年10月13日  | 2009年6月23日                | 2010年3月1日          | 2010年8月15日     |
| 6 (40)  | 死にゆく光             | Dying of the Light         | 2008年10月20日  | 2009年6月30日                | 2010年3月1日          | 2010年8月22日     |
| 7 (41)  | 後継者                 | Eris Quod Sum              | 2008年10月27日  | 2009年7月7日                 | 2010年3月8日          | 2010年8月29日     |
| 8 (42)  | 悪人                   | Villains                   | 2008年11月10日  | 2009年7月14日                | 2010年3月8日          | 2010年9月5日      |
| 9 (43)  | 前兆                   | It's Coming                | 2008年11月17日  | 2009年7月21日                | 2010年3月15日         | 2010年9月12日     |
| 10 (44) | 日食・前編             | The Eclipse - Part 1       | 2008年11月24日  | 2009年7月28日                | 2010年3月15日         | 2010年9月19日     |
| 11 (45) | 日食・後編             | The Eclipse - Part 2       | 2008年12月1日   | 2009年8月4日                 | 2010年3月22日         | 2010年9月26日     |
| 12 (46) | 父の影                 | Our Father                 | 2008年12月8日   | 2009年8月11日                | 2010年3月22日         | 2010年10月3日     |
| 13 (47) | 裏切り                 | Dual                       | 2008年12月15日  | 2009年8月18日                | 2010年3月29日         | 2010年10月10日    |
| 14 (48) | 今そこにある危機       | A Clear and Present Danger | 2009年2月2日    | 2009年8月25日                | 2010年3月29日         | 2010年10月24日    |
| 15 (49) | 決別                   | Trust and Blood            | 2009年2月9日    | 2009年9月1日                 | 2010年4月5日          | 2010年11月7日     |
| 16 (50) | 謎のメッセージ         | Building 26                | 2009年2月16日   | 2009年9月8日                 | 2010年4月5日          | 2010年11月21日    |
| 17 (51) | 冷戦                   | Cold Wars                  | 2009年2月23日   | 2009年9月15日                | 2010年4月12日         | 2010年11月28日    |
| 18 (52) | 暴露                   | Exposed                    | 2009年3月2日    | 2009年9月22日                | 2010年4月12日         | 2010年12月19日    |
| 19 (53) | グレイ                 | Shades of Gray             | 2009年3月9日    | 2009年9月29日                | 2010年4月19日         | 2010年12月26日    |
| 20 (54) | 救出                   | Cold Snap                  | 2009年3月23日   | 2009年10月6日                | 2010年4月19日         | 2011年1月9日      |
| 21 (55) | 聖域                   | Into Asylum                | 2009年3月30日   | 2009年10月13日               | 2010年4月26日         | 2011年1月16日     |
| 22 (56) | 異変                   | Turn and Face the Strange  | 2009年4月6日    | 2009年10月20日               | 2010年4月26日         | 2011年1月23日     |
| 23 (57) | 1961年                 | 1961                       | 2009年4月13日   | 2009年10月27日               | 2010年5月3日          | 2011年1月30日     |
| 24 (58) | サイラー               | I Am Sylar                 | 2009年4月20日   | 2009年11月3日                | 2010年5月3日          | 2011年2月6日      |
| 25 (59) | 見えざる糸             | An Invisible Thread        | 2009年4月27日   | 2009年11月10日               | 2010年5月10日         | 2011年2月13日     |

### シーズン4
| No.     | 邦題                                       | 原題                      | 放映日 （米国） | 放映日 （スーパー!ドラマTV） | 放映日 （BS朝日）           |
| ------- | ------------------------------------------ | ------------------------- | --------------- | ---------------------------- | --------------------------- |
| 1 (60)  | もうひとつの存在                           | Orientation               | 2009年9月21日   | 2010年7月20日                | 2011年2月20日 2011年2月27日 |
| 2 (61)  | インク                                     | Ink                       | 2009年9月28日   | 2010年7月27日                | 2011年3月6日                |
| 3 (62)  | 受容                                       | Acceptance                | 2009年10月5日   | 2010年8月3日                 | 2011年3月20日               |
| 4 (63)  | 記憶                                       | Hysterical Blindness      | 2009年10月12日  | 2010年8月10日                | 2011年3月27日               |
| 5 (64)  | 無垢                                       | Tabula Rasa               | 2009年10月19日  | 2010年8月17日                | 2011年4月3日                |
| 6 (65)  | モンスター                                 | Strange Attractors        | 2009年10月26日  | 2010年8月24日                | 2011年4月4日                |
| 7 (66)  | ワンス・アポン・ア・タイム・イン・テキサス | Once Upon a Time in Texas | 2009年11月2日   | 2010年8月31日                | 2011年4月11日               |
| 8 (67)  | 光と影                                     | Shadowboxing              | 2009年11月9日   | 2010年9月7日                 | 2011年4月18日               |
| 9 (68)  | 命の番人                                   | Brother's Keeper          | 2009年11月16日  | 2010年9月14日                | 2011年4月25日               |
| 10 (69) | 感謝祭                                     | Thanksgiving              | 2009年11月23日  | 2010年9月21日                | 2011年5月2日                |
| 11 (70) | 第5段階                                    | The Fifth Stage           | 2009年11月30日  | 2010年9月28日                | 2011年5月9日                |
| 12 (71) | 悲願                                       | Upon This Rock            | 2010年1月4日    | 2010年10月5日                | 2011年5月16日               |
| 13 (72) | ダメージ                                   | Let It Bleed              | 2010年1月4日    | 2010年10月12日               | 2011年5月23日               |
| 14 (73) | 執着                                       | Close to You              | 2010年1月11日   | 2010年10月19日               | 2011年5月30日               |
| 15 (74) | 開眼                                       | Pass/Fail                 | 2010年1月18日   | 2010年10月26日               | 2011年6月6日                |
| 16 (75) | 謀略                                       | The Art of Deception      | 2010年1月25日   | 2010年11月3日                | 2011年6月13日               |
| 17 (76) | 壁                                         | The Wall                  | 2010年2月1日    | 2010年11月10日               | 2011年6月20日               |
| 18 (77) | 素晴らしい新世界                           | Brave New World           | 2010年2月8日    | 2010年11月17日               | 2011年6月27日               |

## 用語
特殊能力者
普通の人間には無い超能力を使うことの出来る人々の事。超能力以外の要素は普通の人間と変わらない。先天的な者が多いが、わずかに投薬などで後天的に能力を持たされた者もいる（ネイサン、トレイシー、モヒンダー、アンドウ等）。遺伝子に由来するものであるため能力者の子供は能力者になりやすいが親の能力を継承するわけではなく、能力により障害を克服しているダフニは獲得する能力は本人の望みや趣向に由来すると認識している。原則一人に一種類しか発現しないが、特定の能力や薬によって他の能力を獲得することができる（ピーター、サイラー、アーサー、マット等）。
能力に目覚めた当初は制御が不完全で能力に振り回されることも珍しくなく訓練等を通して我が物にしていく者が多い。そして訓練や多用によって能力が強化されることがある（クレア、トレイシー、マット等）。一部の能力者は能力を発動した瞬間に能力者自身に触れている人や物にも能力が伝播し能力者の身体から離れるか能力者本人が力を解除すれば戻る（ヒロ、D.L.、クロード、ダフニ等）。アドレナリンをトリガーに発動するためアドレナリンを過剰に投与されると能力が暴走する。また、日食の時に限り場所や年齢に関係なく潜在的な能力者は力に目覚め、既に能力を持つ者はいかに強力な能力であっても日食が終わるまでは一時的に力が使えなくなる。モヒンダーが解明に動いたが検証すべき要因が多すぎて原因は不明なままだった。
シーズン3後半に政府により強引に身柄を拘束され健常者とは生活領域を隔離されそうになるが、政府側の内情が二転三転した結果強引な身柄拘束はなくなった。ファイナル・シーズンの最後、クレアによりその存在が一般に知られることになった。
組織
アダム、アンジェラ、リンダーマン、カイト、チャールズ、アーサー、マウリー、ビクトリア、ボブ達が設立した。能力者の存在を世間から隠している。能力者を収容したり、様々な研究をおこなっている。表向きはプリマテック製紙会社になっているが、シーズン3の中盤（ボリューム3の最後）でサイラーにアドレナリンを打たれたメレディスの能力の暴走で建物自体が焼け落ちてしまい組織自体も無くなってしまった。
シャンティ・ウイルス
能力者が感染した場合、上手く作用すれば能力が消えるが、最悪の場合死んでしまう可能性のあるウイルス。名前の由来は、かつて感染者でありサンプルの提供者でもあるモヒンダーの姉、シャンティ・スレシュの名前から付けられている。抗ウイルス剤はモヒンダーの血液。
このウイルスには能力者以外の人間も感染死させる変異種が存在し、この場合は通常の抗ウイルス剤にクレアやアダムのような再生能力者の血液を混ぜたものでしか治療できない（そのため、投与されると副作用としてその時負っていた怪我も治る）。
パインハースト社
アーサー・ペトレリがボスで組織と敵対する。
化学式
普通の人間に投与するとその人間を能力者にする事が出来る薬品の設計図。二つに破れており（破ったのはタイムトラベルをしたヒロ）半分はカイトが厳重に保管していたが、ヒロが金庫から出した際ダフニに奪われパインハースト社の手に渡り、モヒンダーの協力等もあって薬品が完成する。しかし、兵士へ集団投与を開始する寸前、ピーターが妨害に動きそれにノックスとフリントが同調して研究室を破壊したことで、生成した薬品全てが床にぶちまけられその後フリントの能力により研究室諸共焼失した。
コヨーテ・サンズ
1961年に政府が能力者を収容していた場所。モヒンダーの父チャンドラが働いていた場所で、現在は廃屋しかない荒地になっている。アンジェラ、リンダーマン、チャールズ、ボブが出会った場所でもあり、ここであった悲劇が組織発足のきっかけとなった。
カーニバル
能力者の集団でサミュエルをリーダーにしている。
コンパス
能力者が持つとカーニバルへの方向を示してくれる。能力者でなければ動かないただの壊れたコンパスとなる。

## 放送
視聴率は好調で、2006年度スタートの作品では最大のヒット作と言われていた。
シーズン1
シーズン1はゴールデングローブ賞や第59回プライムタイム・エミー賞で、ドラマ・シリーズ部門の作品賞を含む8部門で候補になった。またピープルズ・チョイス・アワードでは「最も好きな新ドラマ部門」で最優秀作品賞を受賞。
Origins
「Heroes: Origins」は、製作上の都合で本編が放送休止になったときに視聴者が離れるのを防ぐ目的で企画された。内容は毎回主人公が違う1話完結物で、新たな能力者を設定。人気が出たキャラクターはその後本編にも登場する予定であったが、2008年4月3日にNBCより制作者サイドの負担を考慮し「Heroes: Origins」の制作中止が発表された。
シーズン2
シーズン2の第一話はシーズン1の平均を上回る視聴率でスタート。序盤のストーリーの展開が遅くその後視聴率が低下したが、軌道を修正。製作者は7話から11話は最高の出来だとマスコミに語っている。全米脚本家ストライキの対策としてシーズン2を予定の24話ではなく11話で終了させた。マシ・オカ曰く、13話まで撮影は終了していたが、完成度の高かった11話で終了。
尚、主要キャラクターでも、登場しない話がある。シーズン2の11話終了時点での最多登場はヒロ、クレア、ノアの3人（登場回数は32回）。
シーズン3
2008年9月22日より開始
シーズン4
- 2009年9月21日より放映開始。
- 19話からブライアン・フラーが復帰。これからの物語の進行の中心となるプロデューサーとなる。

### 打ち切りの決定とその経緯
シーズン4最終話ラストの"TO BE CONTINUED"でも示されている通り、当初は続編の製作が計画されていた。しかし、2010年5月14日、NBCより、視聴率の低下や制作費の削減を理由とし、製作の打ち切りが発表された。その後、テレビでの特別編の放映や、映画版の公開による完結編製作の可能性が報じられるも、2010年9月9日、NBCは完結編の製作をする予定はないことが発表された。
しかし、2015年度に短編の新シリーズ「HEROES reborn」が放映予定であることが2014年に発表された。なお、この決定はHeroesのスタッフには事前に知らされておらず、ヒロ･ナカムラ役のマシ･オカは｢オリンピックを見ていた際に突然(Heroes rebornの)タイトルロゴのCMが流れ、慌てて他キャストと連絡を取った｣と語っている。

### 日本での放映

#### CS
スーパー!ドラマTVにて放映。
シーズン1：2007年10月 - 2008年3月
- 毎週火曜日22時00分 - 23時00分（2か国語版、初回放送）
- 毎週金曜日22時00分 - 23時00分（日本語字幕版、初回放送）
- 毎週土曜日21時00分 - 22時00分（2か国語・英語字幕版、米国放送時と同じ映像）

4月以降は全23話一挙放送なども行っている。
シーズン2：2008年7月29日 - 10月7日
- 毎週火曜日22時00分 - 23時00分（2か国語版、初回放送）
- 毎週金曜日22時00分 - 23時00分（日本語字幕版、初回放送）
- 毎週土曜日22時00分 - 23時00分（2か国語・英語字幕版、米国放送時と同じ映像）

シーズン3：2009年5月26日 - 11月10日
- 毎週火曜日22時00分 - 23時00分（2か国語版、初回放送）
- 毎週金曜日22時00分 - 23時00分（日本語字幕版、初回放送）
- 毎週土曜日12時00分 - 13時00分（日本語字幕版）
- 毎週日曜日23時00分 - 24時00分（日本語字幕版）

シーズン4：2010年7月20日 - 11月17日
- 毎週火曜日22時00分 - 23時00分（2か国語版、初回放送）
- 毎週木曜日24時00分 - 25時00分（日本語字幕版、初回放送）
- 毎週土曜日20時00分 - 21時00分（2か国語・英語字幕版、米国放送時と同じ映像）

シーズン5：2016年4月25日予定

#### 地上波
日本テレビにて放映。
シーズン1：2008年4月24日 - 9月25日
- （毎週木曜日24時59分 - 25時54分）

シーズン2：2009年1月8日 - 3月5日
シーズン3：2010年2月1日 - 5月10日
シーズン1は読売テレビで2008年4月27日から、札幌テレビ・中京テレビで2008年5月10日から、広島テレビで2008年6月14日から放送。以降順次、他の地方局でも放送（一部地域を除く）。大分地区ではフジ・日テレ系列のテレビ大分ではなく大分放送にて2008年5月28日から放送。

#### BS放送
BS朝日にて放映。
シーズン1：2009年10月4日 - 2010年4月11日
- （毎週日曜日20時00分 - 20時55分）

GWに一挙放送。
シーズン2：2010年4月18日 - 7月4日
- （毎週日曜日20時00分 - 20時55分）

下記日程にて一挙放送。
- 2010年12月31日 深夜 2：00 - 5：00 #1〜#3
- 2011年1月1日 深夜12：00 - 4：00 #4〜#7
- 2011年1月2日 深夜12：00 - 4：00 #8〜#11

シーズン3：2010年7月11日 - 2011年2月13日
- （毎週日曜日20時00分 - 20時55分）

シーズン4：2011年2月20日 - 6月27日
- （毎週日曜日20時00分 - 20時55分） #1〜#5
- （毎週月曜日23時00分 - 23時54分） #6〜#18

## DVD
シーズン1
- 2008年2月22日 HEROES/ヒーローズ Vol.1 第1話 - 第3話収録
- 2008年3月20日 HEROES/ヒーローズ DVD-BOX 1 Vol.2 - Vol.6 第4話 - 第13話収録
- 2008年5月15日 HEROES/ヒーローズ DVD-BOX 2 Vol.7 - Vol.11 第14話 - 第23話+ボーナスディスク1枚収録

DVDレンタル開始日
- 2008年2月22日 Vol.1 - 3
- 2008年3月7日 Vol.4 - 6
- 2008年3月27日 Vol.7 - 9
- 2008年4月10日 Vol.10 - 11

リニューアル
- 2009年9月18日 HEROES/ヒーローズ シーズン1 DVD-SET 1 第1話 - 第11話収録
- 2009年9月18日 HEROES/ヒーローズ シーズン1 DVD-SET 2 第12話 - 第23話収録
- 2010年9月8日 HEROES/ヒーローズ シーズン1 DVD-SET 全23話収録

シーズン2
- 2008年11月13日 HEROES/ヒーローズ シーズン2 DVD-BOX Vol.1 - Vol.6 第1話 - 第11話収録

DVDレンタル開始日
- 2008年10月3日 Vol.1 - 3
- 2008年10月24日 Vol.4 - 6

リニューアル
- 2009年9月18日 HEROES/ヒーローズ シーズン2 DVD-SET 全11話収録
- 2010年9月8日 HEROES/ヒーローズ シーズン2 DVD-SET 全11話収録

シーズン3
- 2009年9月18日 HEROES/ヒーローズ シーズン3 Vol.1 第1話 - 第2話収録
- 2009年10月9日 HEROES/ヒーローズ シーズン3 DVD-BOX 1 Vol.2 - Vol.7 第3話 - 第13話収録
- 2009年11月13日 HEROES/ヒーローズ シーズン3 DVD-BOX 2 Vol.8 - Vol.13 第14話 - 第25話+ボーナスディスク1枚収録

DVDレンタル開始日
- 2009年9月18日 Vol.1 - 4
- 2009年10月9日 Vol.5 - 7
- 2009年10月30日 Vol.8 - 10
- 2009年11月13日 Vol.11 - 13

リニューアル
- 2010年9月8日 HEROES/ヒーローズ シーズン3 DVD-SET 全25話収録

シーズン4
- 2010年11月26日 HEROES/ヒーローズ ファイナル・シーズン DVD-BOX 全19話収録

DVDレンタル開始日
- 2010年9月8日 Vol.1 - 4
- 2010年10月6日 Vol.5 - 6
- 2010年11月5日 Vol.7 - 8
- 2010年11月26日 Vol.9 - 10

## サウンドトラック
テーマ曲はかつてプリンスのバックバンドであるザ・レボリューションに所属していたウェンディ&リサによって提供されている。他にジーザス&メリー・チェインやウィルコ、デヴィッド・ボウイも参加。

## ノベライズ
角川文庫より刊行。原案：ティム・クリング 編・訳：小島由記子。

### シーズン1
- 2008年10月25日 ヒーローズ シーズン1 I
- 2008年10月25日 ヒーローズ シーズン1 II
- 2008年11月22日 ヒーローズ シーズン1 III
- 2008年12月25日 ヒーローズ シーズン1 IV
- 2009年1月24日 ヒーローズ シーズン1 V
- 2009年2月25日 ヒーローズ シーズン1 VI

### シーズン2
- 2009年3月25日 ヒーローズ シーズン2 I
- 2009年4月25日 ヒーローズ シーズン2 II
- 2009年5月25日 ヒーローズ シーズン2 III

## ゲーム
ゲームロフト シネマにて公式アプリゲームが発売されている。2007年11月14日よりYahoo!ケータイ、同年11月22日よりEZweb、同年12月3日よりiモードが配信され、前述の3キャリアに対応しているものの対応機種には限りがある。

## 受賞とノミネート
| 年   | 賞                                   | 部門                                     | 対象                                                          | 結果       |
| ---- | ------------------------------------ | ---------------------------------------- | ------------------------------------------------------------- | ---------- |
| 2007 | 第33回ピープルズ・チョイス・アワード | 新作テレビ・ドラマ賞                     | 『HEROES』                                                    | 受賞       |
| 2007 | 第64回ゴールデングローブ賞           | 作品賞（テレビ部門/ドラマシリーズ）      | 『HEROES』                                                    | ノミネート |
| 2007 | 第64回ゴールデングローブ賞           | 助演男優賞（テレビ部門）                 | マシ・オカ                                                    | ノミネート |
| 2007 | 第33回サターン賞                     | 作品賞（ネットワーク・テレビシリーズ賞） | 『HEROES』                                                    | 受賞       |
| 2007 | 第33回サターン賞                     | 助演男優賞                               | マシ・オカ                                                    | 受賞       |
| 2007 | 第33回サターン賞                     | 助演男優賞                               | グレッグ・グランバーグ                                        | ノミネート |
| 2007 | 第33回サターン賞                     | 助演女優賞                               | ヘイデン・パネッティーア                                      | 受賞       |
| 2007 | 第33回サターン賞                     | 助演女優賞                               | アリ・ラーター                                                | ノミネート |
| 2007 | 第59回プライムタイム・エミー賞       | 作品賞（ドラマ・シリーズ）               | 『HEROES』                                                    | ノミネート |
| 2007 | 第59回プライムタイム・エミー賞       | 助演男優賞（ドラマ・シリーズ）           | マシ・オカ                                                    | ノミネート |
| 2007 | 第59回プライムタイム・エミー賞       | 監督賞                                   | デビッド・セメル『創世記』（原題：Genesis、第1シーズン第1話） | ノミネート |
| 2007 | 第59回プライムタイム・エミー賞       | 美術賞                                   | 『創世記』（原題：Genesis、第1シーズン第1話）                 | ノミネート |
| 2007 | 第59回プライムタイム・エミー賞       | 編集賞（シングルカメラ）                 | 『創世記』（原題：Genesis、第1シーズン第1話）                 | ノミネート |
| 2007 | 第59回プライムタイム・エミー賞       | 音響賞                                   | 『創世記』（原題：Genesis、第1シーズン第1話）                 | ノミネート |
| 2007 | 第59回プライムタイム・エミー賞       | 視覚効果賞                               | 『5年後』（原題：Five Years Gone、第1シーズン第20話）         | ノミネート |
| 2007 | 第59回プライムタイム・エミー賞       | スタントコーディネーション賞             | イアン・クイン『創世記』（原題：Genesis、第1シーズン第1話）   | ノミネート |
| 2008 | 第34回サターン賞                     | 作品賞（ネットワーク・テレビシリーズ賞） | 『HEROES』                                                    | ノミネート |
| 2008 | 第34回サターン賞                     | 助演男優賞                               | マシ・オカ                                                    | ノミネート |
| 2008 | 第34回サターン賞                     | 助演男優賞                               | グレッグ・グランバーグ                                        | ノミネート |
| 2008 | 第34回サターン賞                     | 助演女優賞                               | ヘイデン・パネッティーア                                      | ノミネート |
| 2009 | 第35回サターン賞                     | 作品賞（ネットワーク・テレビシリーズ賞） | 『HEROES』                                                    | ノミネート |
| 2009 | 第35回サターン賞                     | 助演男優賞                               | エイドリアン・パスダー                                        | 受賞       |
| 2009 | 第35回サターン賞                     | 助演男優賞                               | マイロ・ヴィンティミリア                                      | ノミネート |
| 2009 | 第35回サターン賞                     | 助演女優賞                               | ヘイデン・パネッティーア                                      | ノミネート |
| 2009 | 第35回サターン賞                     | ゲスト出演賞                             | クリスティン・ベル                                            | ノミネート |
| 2009 | 第35回サターン賞                     | ゲスト出演賞                             | ロバート・フォスター                                          | ノミネート |
| 2010 | 第36回サターン賞                     | 作品賞（ネットワーク・テレビシリーズ賞） | 『HEROES』                                                    | ノミネート |
| 2010 | 第36回サターン賞                     | 助演女優賞                               | ヘイデン・パネッティーア                                      | ノミネート |

## インターネットコンテンツ
本作の特徴として、豊富なインターネットコンテンツがあげられる。
グラフィック・ノベル
主要登場人物ごとのサブストーリーをアメコミにしたもの。
ドラマ本編にも言えることだが、タイアップしているNissan Versa（日本名、日産・ティーダ）がなにかと登場する。
ヒロのブログ
「ヒロ・ナカムラのブログ」という設定だが、演じるマシ・オカ自身のブログでもある。
オカ自身、ヒロの設定どおり漫画ファン（オカの記事参照）であるため、日本アニメや漫画の話が多く、コメント欄は往々にしてマシ・オカとアメリカ人オタクの語り場となる。
「ヤマガト助成団体」ウェブサイト
劇中に登場する財団のウェブサイト。
「プリマテック製紙会社」ウェブサイト
クレアの養父、ノア・ベネットがシーズン1で勤めていた製紙会社のウェブサイト。アメリカでのシーズン2開始後は多少更新されていて、シーズン2の内容に合わせて会社側のコメントが掲示されている。また劇中でミスター・ベネットが差し出す名刺にも会社のURLが記載されている。またサイト内に隠しページがあり、マット、テッド、サイラーのファイルがある。
「Activating Evolution」ウェブサイト
モヒンダー自身が父の研究についてまとめたウェブサイト。姉の病気や能力者に関することが書かれている。能力者をまとめたリストもあるが、一般公開はされていない。
「ベネットの名刺」
劇中でベネットが名刺を差し出すシーンがあるがそこに記載されている電話番号に電話をかけると、プリマテック製紙会社に繋がりベネットが会社の案内をしてくれた時期があった。現在はNBCのカスタマーズサポートセンターに繋がってしまう。
「ビデオレター」
NBCがHeroesの今後の展開の予想・意見をビデオレターで募集し、その動画をネットで公開するという企画。
「MySpace」
Heroesではハナなどの一部の人物がSNS「MySpace」に登録している。ファンからのフレンドリクエストの申請も受け付けてくれる。各々のフレンドリストからそのキャラにゆかりのあるキャラクターのMySpaceを閲覧することが可能。本編やグラフィックノベルと連動して日記が更新される。